# スタッド・ドゥ・ジュネーヴ
スタッド・ドゥ・ジュネーヴ（Stade de Genève）はスイスのジュネーヴ州ランシーに位置するラグビー・サッカー兼用球技場。スーパーリーグのセルヴェットFCの主な試合会場である。

## 概要
こけら落としは2003年で、公式の開場はスイス対イタリアの親善試合が行われた4月30日とされているが、それに先立つ3月16日に行われたセルヴェットFC対BSCヤングボーイズが最初の試合だった。
UEFA欧州選手権2008ではグループAの試合が行われた。

## 臨時駅
スイス連邦鉄道は2003年3月16日付けで当球技場の裏手（西側）に臨時駅ジュネーヴ＝スタッド駅Genève-Stade（fr:Gare de Genève-La Praille#Service des voyageurs）を開設した。国際試合 や野外ライブ などの際はコルナヴァン駅から臨時列車が運行されるが、セルヴェットFCの通常の試合の際は運行されず、公共交通機関によるアクセスは手前のランシー＝ポン＝ルージュ駅（フランス語: Gare de Lancy-Pont-Rouge）又はランシー＝バシェット駅（フランス語: Gare de Lancy-Bachet）からの徒歩又はバス、路面電車などの市内交通機関（ジュネーヴ公共交通）によることとなる。

## 開催された主な試合
- UEFA EURO 2008

| 日付          | ホームチーム | 結果 | アウェーチーム | ラウンド  |
| ------------- | ------------ | ---- | -------------- | --------- |
| 2008年6月7日  | ポルトガル   | 2-0  | トルコ         | グループA |
| 2008年6月11日 | ポルトガル   | 3-1  | チェコ         | グループA |
| 2008年6月15日 | トルコ       | 3-2  | チェコ         | グループA |

## ギャラリー

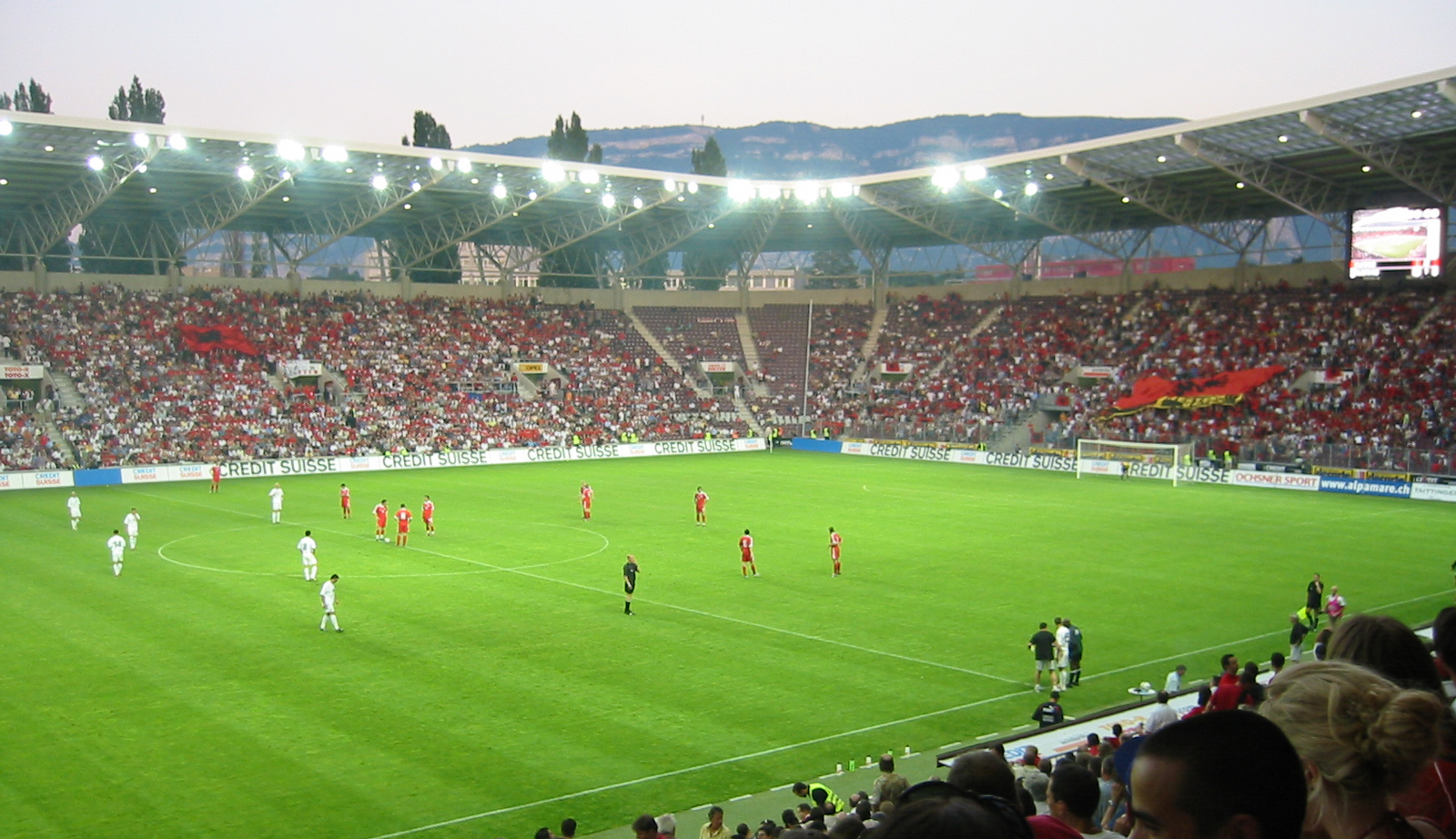
2003年のスタジアム
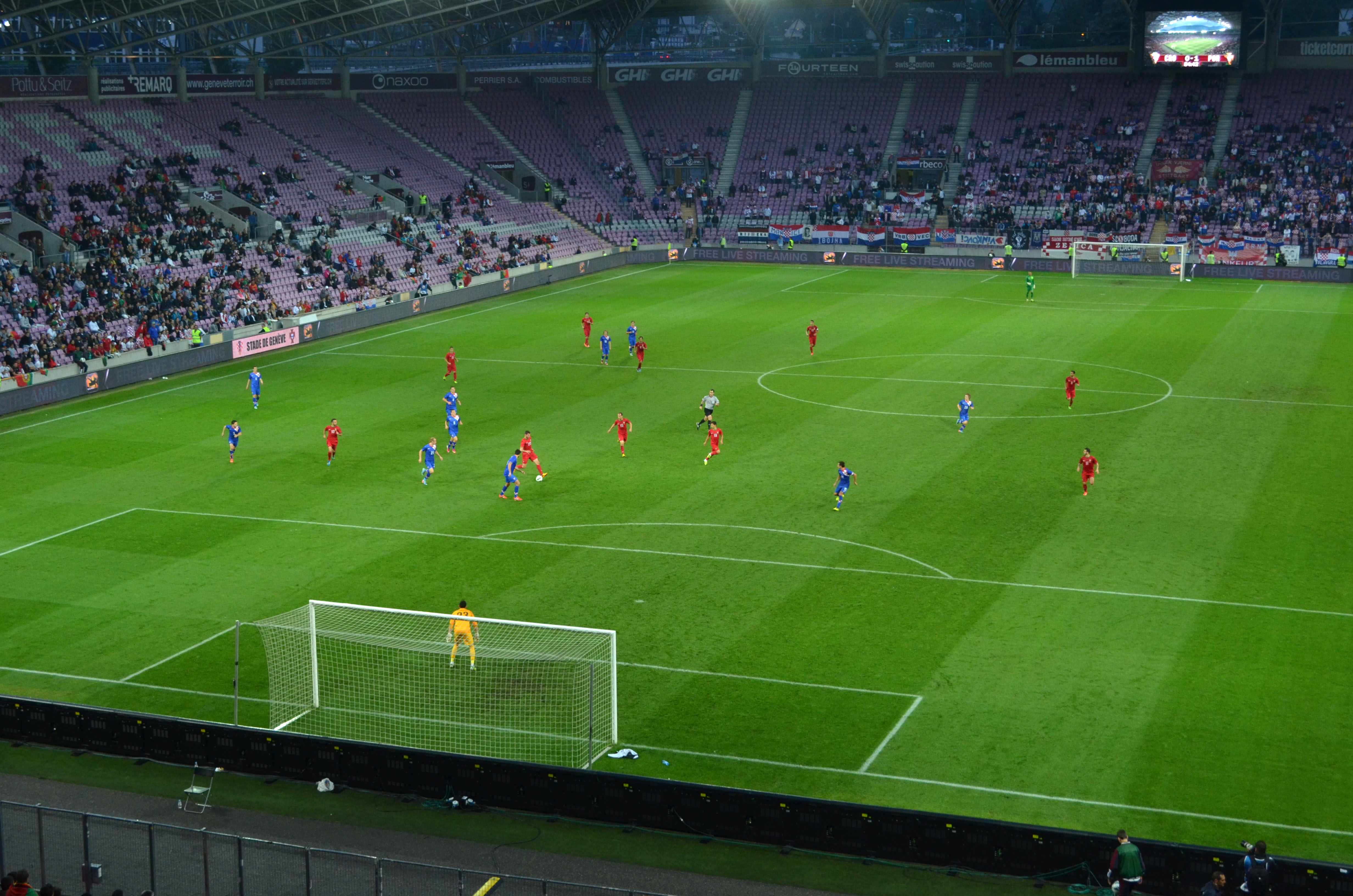
2013年のスタジアム
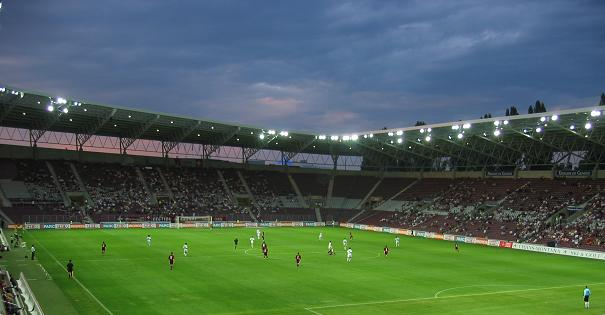
夜のスタジアム
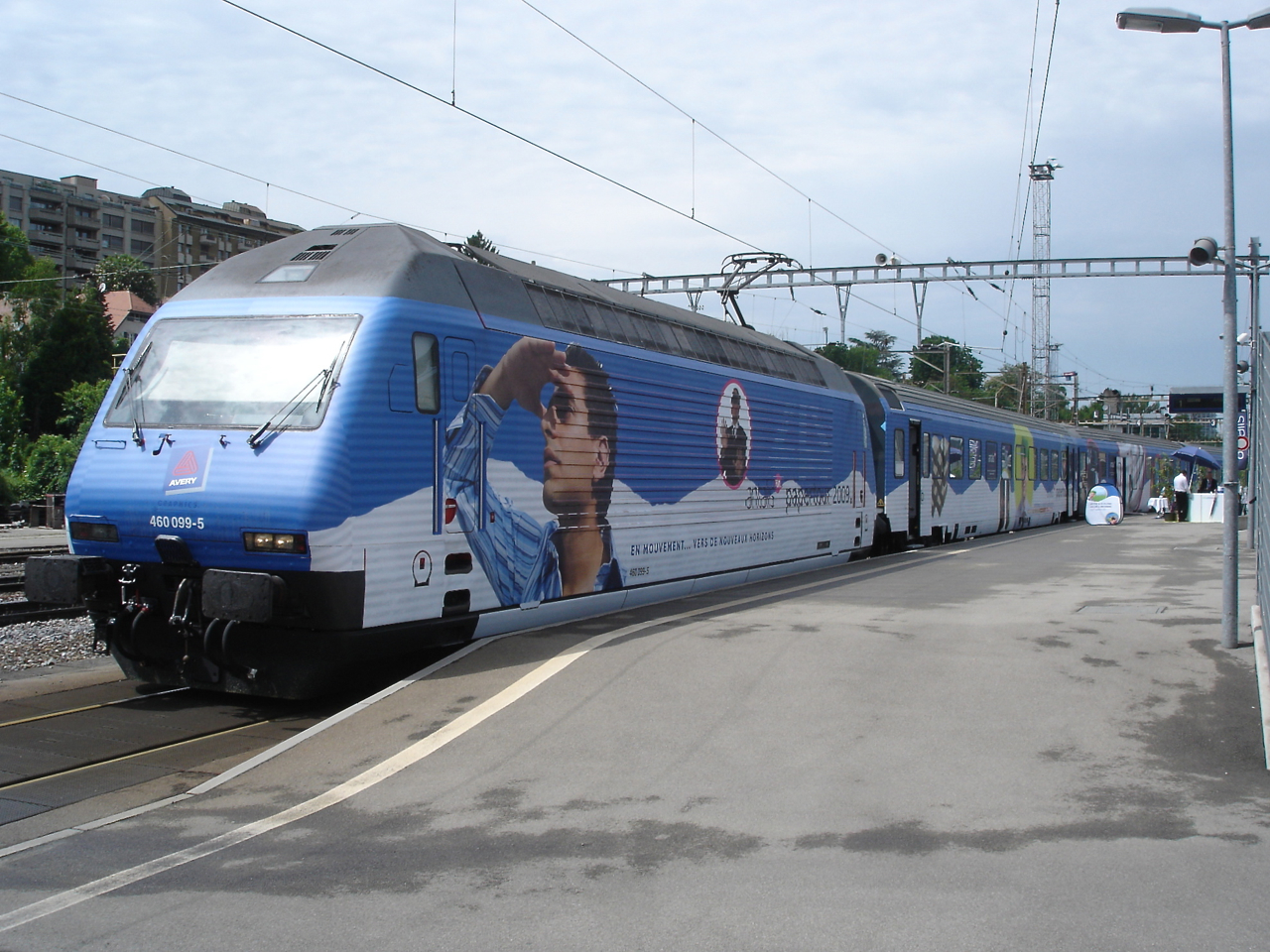
ジュネーヴ＝スタッド駅